# Die Reise um die Erde in 80 Tagen
Die Reise um die Erde in 80 Tagen er en tysk stumfilm fra 1919 af Richard Oswald.

## Medvirkende
- Conrad Veidt - Phileas Fogg
- Anita Berber - Aouda
- Reinhold Schünzel - Archibald Corsican
- Eugen Rex - Jean Passepartout
- Max Gülstorff - Fix
- Käte Oswald - Nemea
- Paul Morgan - John Forster